# Hetepheres I
Hetepheres I là một vương hậu Ai Cập cổ đại thuộc Vương triều thứ 4.

## Thân thế
Hetepheres I có thể là con gái của pharaon Huni (Vương triều thứ 3), mặc dù bà không giữ danh hiệu "Con gái của Vua". Nếu thực sự là con của Huni, thì bà đã kết hôn với người anh em (cùng cha) của mình, pharaon Sneferu và sinh được 2 người con:
- Pharaon Khufu, người kế vị Sneferu[1].
- Công chúa Hetepheres A, thành hôn với người anh em khác mẹ là tể tướng Ankhhaf[3].

Phong hiệu của bà bao gồm: "Mẹ của Vua", "Mẹ của người cai trị Thượng Hạ", "Con gái của Thần" (không phải là "Con gái của Vua"), "Nàng hầu của Horus".

## Lăng mộ
Năm 1925, nhà khảo cổ George Reisner đã tìm thấy một cỗ quan tài bằng thạch cao và nhiều vật dụng tùy táng khác trong một căn hầm bên cạnh kim tự tháp Giza. Ông xác định rằng, chủ sở hữu của những món kỷ vật này là vương hậu Hetepheres I, và để tránh nạn trộm mộ nên bà mới được táng một nơi bí mật như vậy. Hai năm sau, quan tài được mở nắp, nhưng đáng thất vọng là không một xác ướp nào trong đó.
Reisner phỏng đoán, những tên trộm mộ đã lấy thi hài của vương hậu cùng một số kho báu trong mộ, và chúng đã chạy trốn khi chưa kịp lấy nốt phần còn lại. Các lính canh giữ lăng mộ vì tránh cơn thịnh nộ của nhà vua nên đã nói dối với ông rằng xác ướp của thái hậu vẫn an toàn bên trong quan tài. Khufu sau đó ra lệnh chôn cỗ quan tài và tất cả kho báu còn lại ngay gần kim tự tháp của mình.
Căn hầm chứa quan tài của bà được gọi là G7000X, và một kim tự tháp có tên là G1-a được coi là một ngôi mộ khác của bà. Tiến sĩ Zahi Hawass cho rằng, ban đầu bà được chôn tại G1-a, sau vụ trộm mộ trên, thi hài của bà được đưa đến G7000X và được dự định xây thêm một kim tự tháp tại đây.

## Kho báu
Một số vật thể được tìm thấy tại ngôi mộ G7000X:
- Giường có màn phủ mạ vàng, kỷ vật của Sneferu (Bảo tàng Cairo, số hiệu 57711).
- Giường có bục gác, mạ vàng (số hiệu 53261).
- Một cái hộp mạ vàng, kỷ vật của Sneferu (số hiệu 72030).
- Ngai gỗ mạ vàng, trang trí hình hoa của cây cói (số hiệu 53263).
- Ngai bằng gỗ mạ vàng (Bảo tàng Cairo).
- Một số kiệu, cáng bằng gỗ (số hiệu 52372).
- Hộp đựng những bình chứa nội tạng bằng thạch cao, bên trong là muối natron và những chất hữu cơ.
- Rương mỹ phẩm của Hetepheres.
- Quách bằng thạch cao.

## Hình ảnh

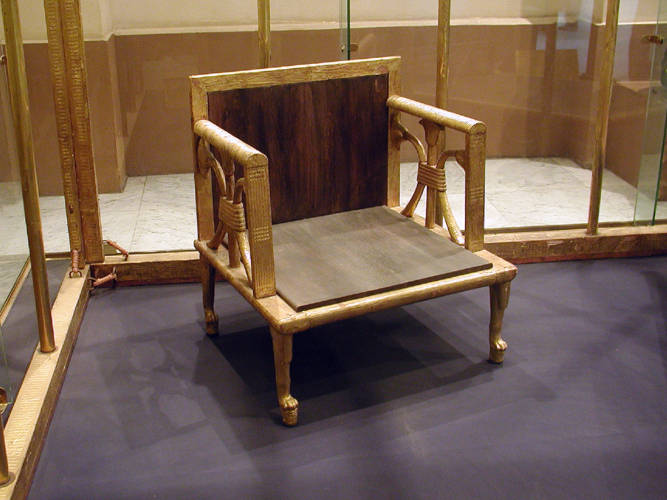
Ngai gỗ của Hetepheres I tại Bảo tàng Cairo
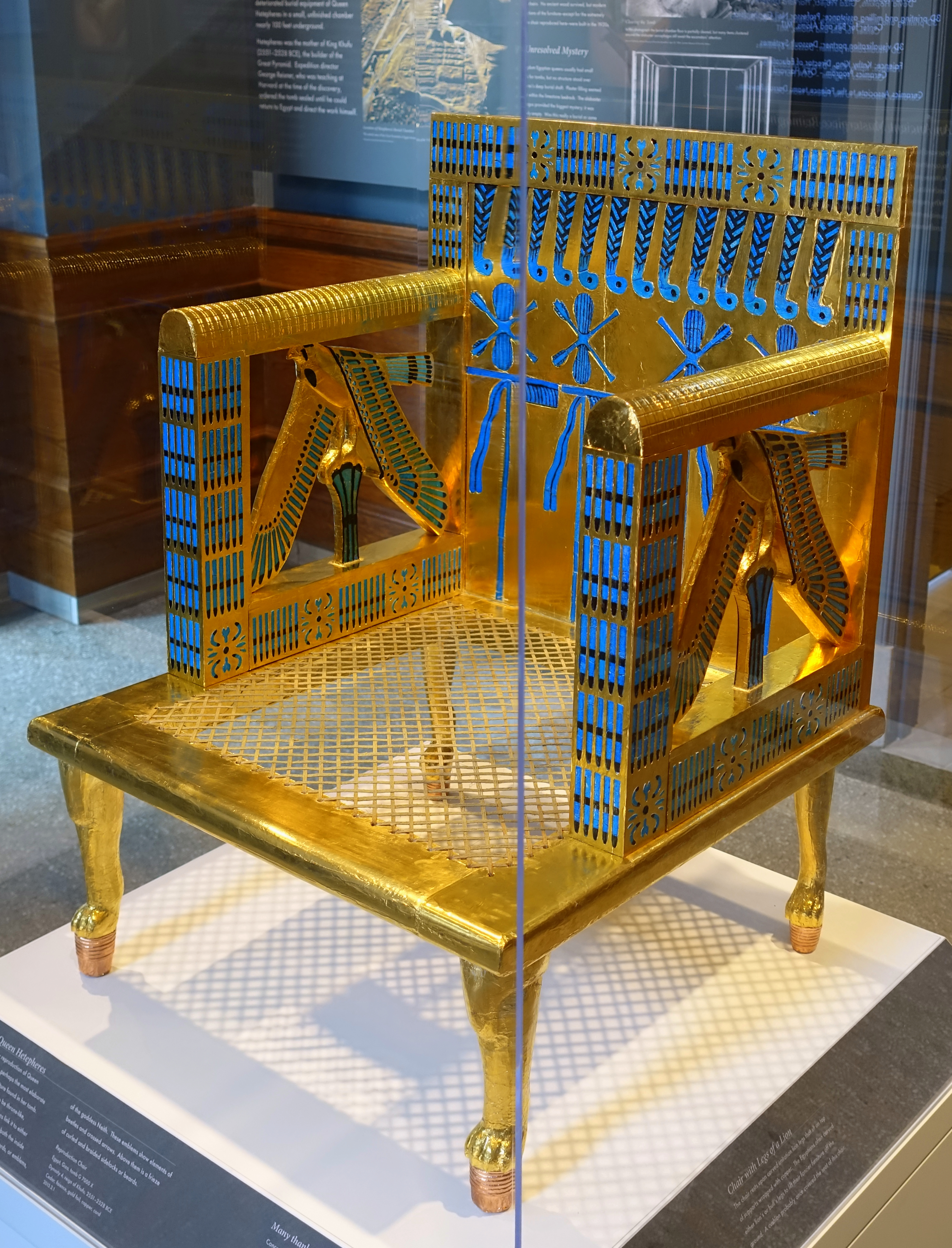
Ngai vàng (Bảo tàng Semitic Harvard)
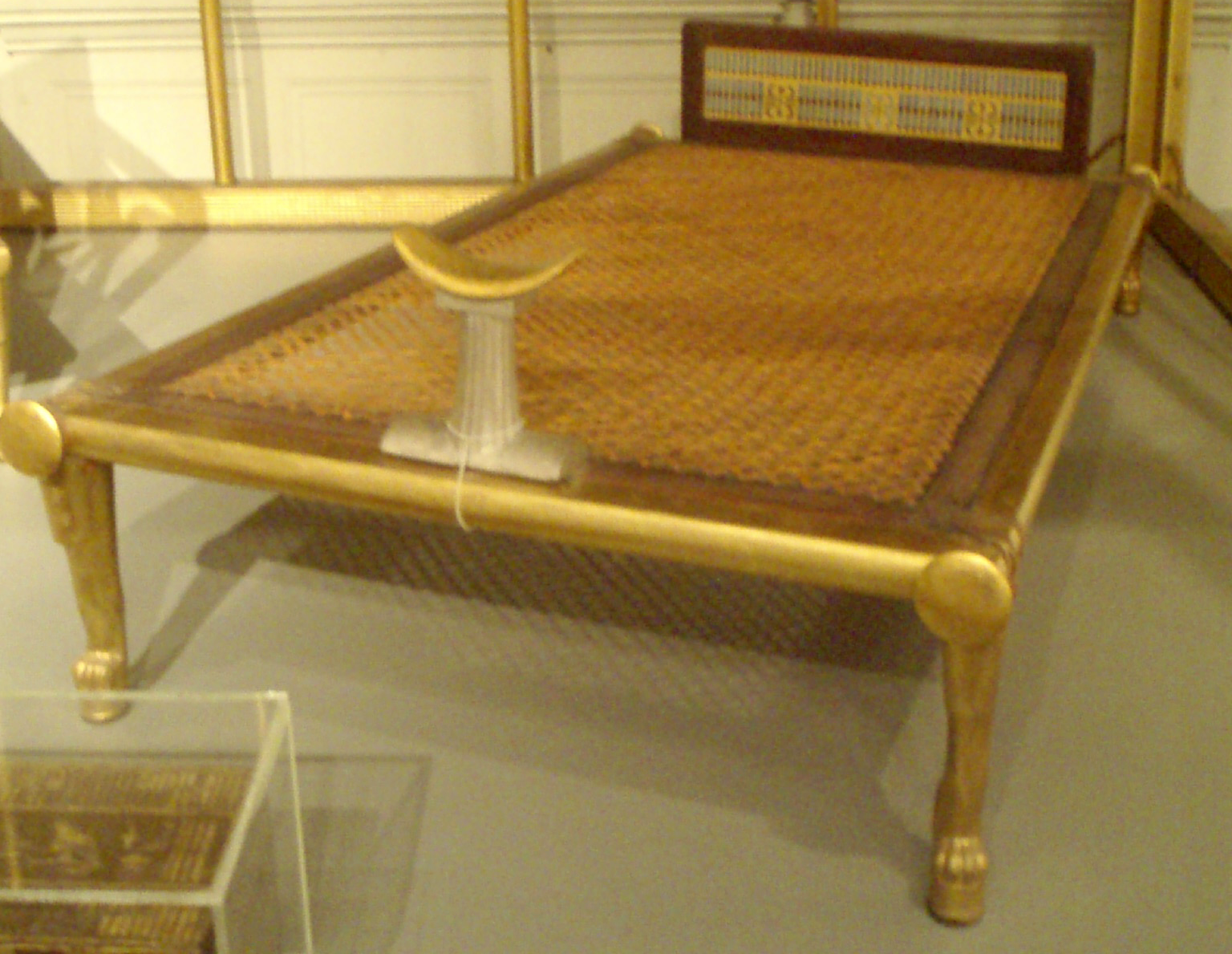
Giường với chỗ gác đầu (bản sao)
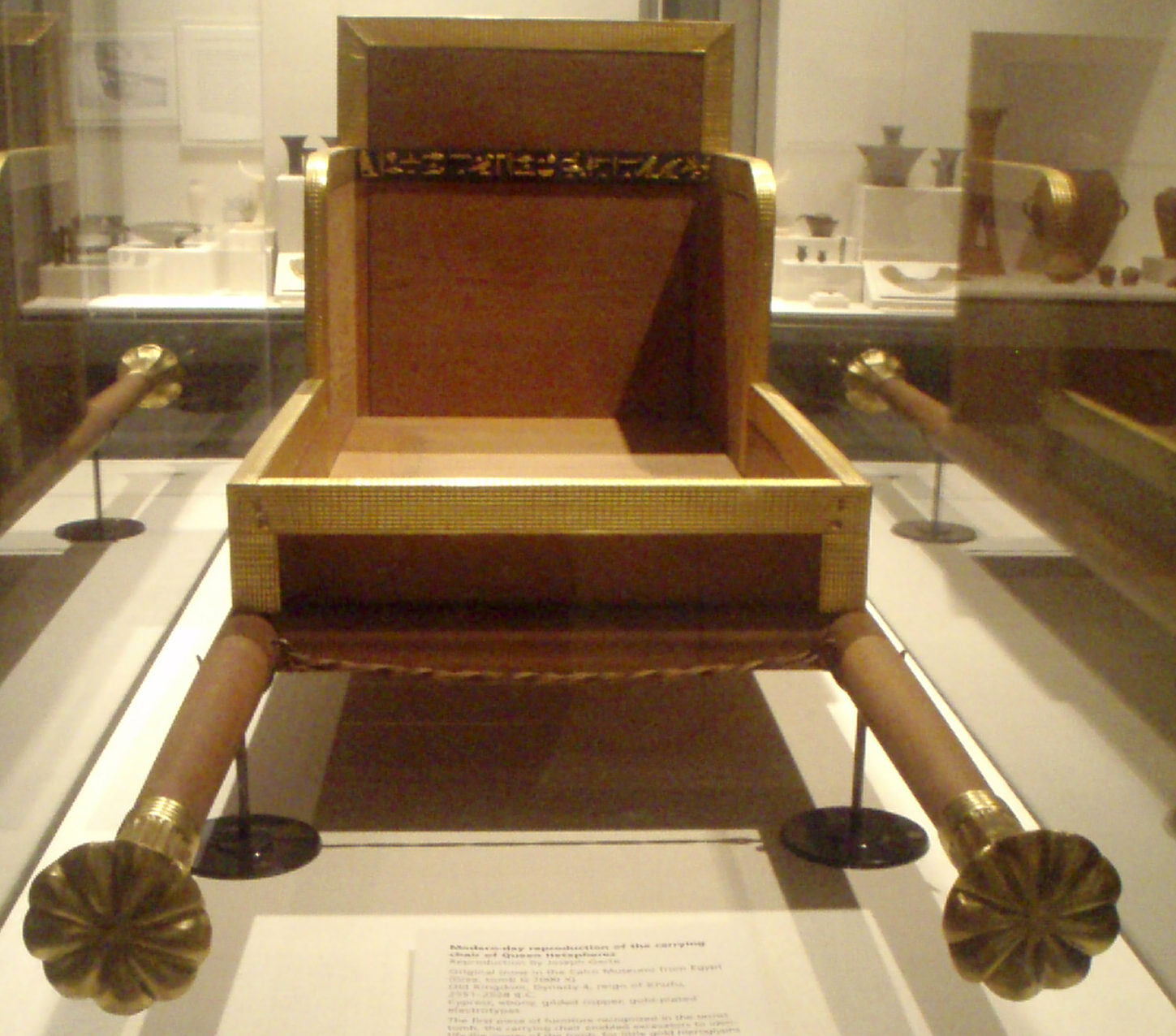
Kiệu gỗ
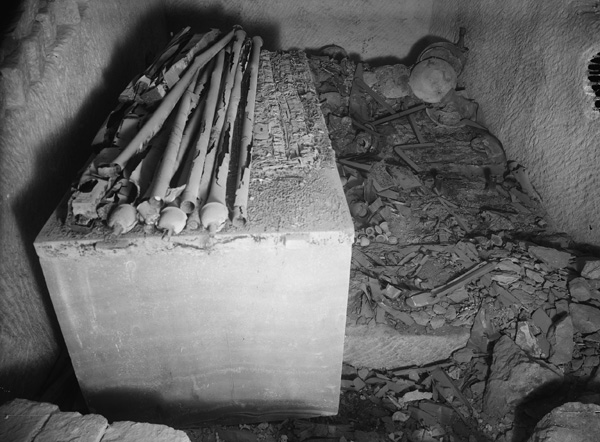
Phòng mộ G7000X và cỗ quách bằng đá